# Valter Juhkum
Valter Juhkum (* 8. Apriljul. / 20. April 1899greg. Tallinn; † 27. Juni 1934 Leningrad) war ein estnischer Schriftsteller und Journalist.

## Leben und Werk
Valter Juhkum besuchte die Volksschule in Tallinn und arbeitete seit 1915 in der Fabrik „Dvigatel“. 1917 trat er der kommunistischen Partei bei. Als Mitglied der roten Garde ging er 1918 nach der deutschen Besetzung Estlands im Ersten Weltkrieg nach Sowjetrussland, wo er u. a. am russischen Bürgerkrieg teilnahm. Nach einer Verletzung war er wiederum Fabrikarbeiter in Petrograd und schrieb für verschiedene Zeitungen. Später erhielt er auch eine Anstellung in einer Zeitungsredaktion. Er starb an Tuberkulose.
In seinem literarischen Werk lässt er sich vom Marxismus leiten und widmete sein „gesamtes Werk dem Kampf der estnischen Arbeiterklasse.“ Schon zu Sowjetzeiten wurde darauf hingewiesen, dass Juhkums Prosa gekennzeichnet ist von „Chronistendokumentalität“ und „publizistischer Herangehensweise“.

## Bibliografie
- Musta Jaani karjapoiss ('Hirtenjunge Schwarzer Jaan'). Külvaja, Leningrad 1931. 111 S.
- Kaheksakümmend kolm. Päevi kangelaste keskel ('Dreiundachtzig. Tage unter Helden'). Külvaja, Leningrad 1933. 25 S.
- Saadikud ('Die Abgeordneten'). Külvaja, Leningrad 1933. 155 S.
- Peetro tuli tagasi. Näidend 4 vaatuses 6 pildis ('Peetro ist zurückgekehrt. Schauspiel in vier Akten und sechs Bildern'). Välismaatööliste Kirjastusühisus NSV Liidus, Moskau, Leningrad 1934. 71 S.
- Meretõus ('Flut'). Välismaatööliste Kirjastusühisus NSV Liidus, Moskau, Leningrad 1936. 231 S.

## Sekundärliteratur
- Eduard Päll: Eesti nõukogude kirjanduse arenemisest NSV Liidus enne 1940. aastat, in: Keel ja Kirjandus 4–5/1958, S. 193–213; 6/1958, S. 324–338.